# ソロモンの鍵

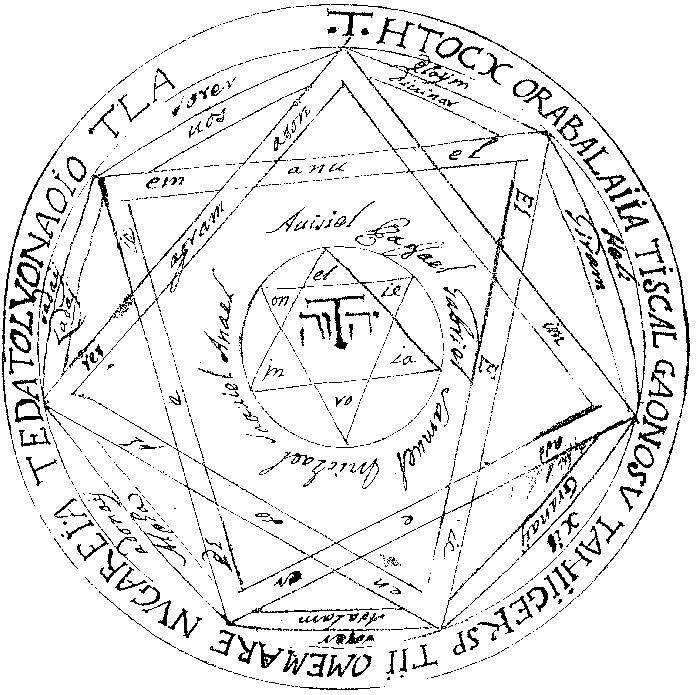
ソロモンの鍵の一写本にみられる「大ペンタクル」（ジョン・ディーやアタナシウス・キルヒャーの描いた「アエメトの神の印」に類似）

ソロモンの鍵（ソロモンのかぎ、羅: Clavicula Salomonis、仏: Les Clavicules de Salomon、英: The Clavicle  or Key of Solomon）は作者不明のヨーロッパの古典的魔法書であり、ソロモン王に帰せられる偽ソロモン文書というべき魔法書群の中でも代表的なジャンルのひとつである。「ソロモンの鍵」は数多くの異本群として存在しており、個々の版は『ゼコルベニ』『ソロモンの真の鍵』『知識の鍵』『秘密の秘密』などさまざまな題が付けられている。伝存する古写本は内容からいくつかの群に分類することができ、それぞれの群は内容そのものがまったく異なる。それらの文書群から原テクストを導き出すのは困難である。
内容は降霊術のための魔法円、七惑星のペンタクル、祈祷文、魔術道具の作成や清めといった準備作業、魔術作業の日時の選定（惑星時間）など、占星術的儀式魔術の実際についての雑多な便覧である。起源は定かではないが遅くとも中世末の15世紀には成立し、17世紀から19世紀初頭にかけて広く流布した。特に18世紀のフランスでは「教皇ホノリウスの奥義書」とならび最も広く出回ったグリモワールのひとつであった。
これとは別種の偽ソロモン文書である「レメゲトン」は「ソロモンの鍵」と同様の Clavicula Salomonis という副題が付けられており、その英語題 The Little Key of Solomon および現代の通称 The Lesser Key of Solomon から、日本語で「ソロモンの小さな鍵」とも呼ばれている。

## ソロモンの鍵
「ソロモンの鍵」（「ソロモンの鑰」とも）はソロモン王に帰せられる魔術書の一種である。14世紀から15世紀のイタリア・ルネサンスに起源をもつとされ、ルネサンス魔術のひとつの典型例を示す。
後のソロモン系グリモワール群、中でも「ソロモンの小さな鍵」（Clavicula Salomonis）という別名でも知られる17世紀のグリモワール「レメゲトン」は本書に触発されて作られたものと思われるが、それらの書物には多くの相違点がある。

### 写本と原典の来歴
このテクストは中世末期かイタリア・ルネサンスに遡る。ソロモン王に帰せられるこの手の多くのグリモワールがこの時期に書かれたが、それらは畢竟、前代（中世盛期）のユダヤ教カバラとアラビア錬金術の書物の影響を受けており、さらに遡れば古代後期のギリシア＝ローマ魔術に辿り着く。
「ソロモンの鍵」にはいくつかの版が存在している。さまざまな翻訳があり、些細な異同もあれば顕著な相違もある。原本は14・15世紀のラテン語版かイタリア語版である公算が大きい。現存する写本のほとんどは16世紀末か17・18世紀のものであるが、本書と密接に関連した、15世紀のものと推定されるギリシア語の古い手稿（ハーリーアン写本5596）も存在する。このギリシア語写本は「ソロモンの魔術論」と称されており、アルマン・ドラットの Anecdota Atheniensia（Liége, 1927, pp. 397-445.）上にて公表された。その内容は「ソロモンの鍵」とよく似ており、実際のところイタリア語版やラテン語版の元になった原典である可能性がある。
ボドリーアン図書館の写本276は重要なイタリア語写本である。1600年頃印刷された古いラテン語版も残存している（ウィスコンシン＝マディソン大学記念図書館、特殊文書コレクション）。それ以降の17世紀のラテン語写本は数多い。ハーリーアン5596以外で現存する最古の写本のひとつは「ギリシア人プトレマイオスによって明らかにされたソロモンの小鍵」と題された英訳版で、1572年のものである。数多くのフランス語写本があるが、1641年に遡る一点（P1641, ed. Dumas, 1980）を除き、すべて18世紀以降のものである。

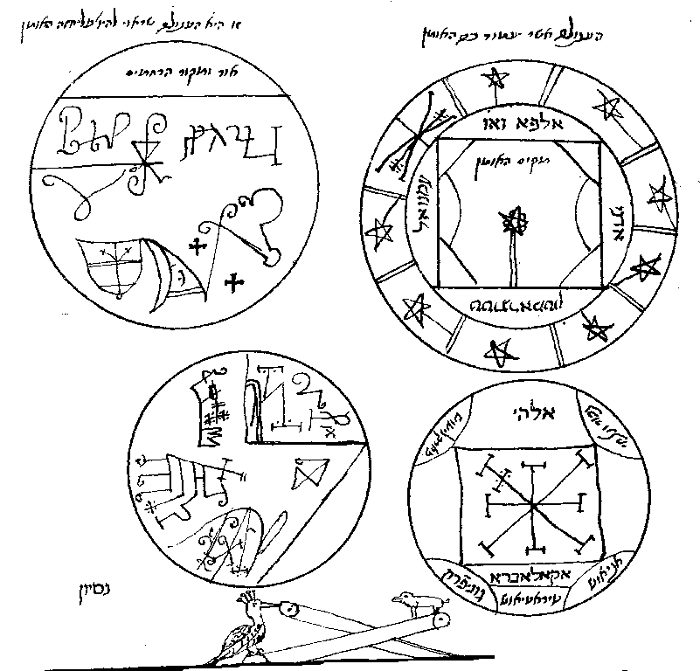
ヘブライ語版の一連のペンタクル（大英図書館オリエンタル写本14759、フォリオ35a）

ヘブライ語版が二点残存している。ひとつは大英図書館に保管されている羊皮紙文書であり、大英図書館オリエンタル・コレクションの写本6360と14759に分かれている。大英図書館の写本は最初の編者グリーナップ（1912年）によって16世紀のものとされたが、現在ではもっと新しく17世紀か18世紀のものと考えられている。もうひとつのヘブライ語版はサミュエル・H・ゴランツの蔵書の中から発見されたものである。その息子のハーマン・ゴランツはこれを1903年に出版し、1914年にはファクシミリ版も出版している。ゴランツの写本はアムステルダムにてセファルディー系の筆記体で写されたもので、大英図書館のテキストより判読し難い。ヘブライ語版は「ソロモンの鍵」の原典とは考えられていない。むしろラテン語かイタリア語の「ソロモンの鍵」の後代のユダヤ的改作である。どちらかと言えば大英図書館の手稿の方がヘブライ語訳の原本であり、ゴランツの方は大英図書館の手稿の写しであるらしい。
S・L・マグレガー・マサースによって1889年に大英図書館所蔵の複数のラテン語写本のひとつの編集版が出版された。1914年にはL・W・デ・ローレンスによって『ソロモンの大いなる鍵』（The Greater Key of Solomon）が出版された。これはあからさまにマサースの版に基づいている（つまりマサース版の海賊版である）が、自分の通信販売事業を宣伝しようとして変更を加えている（たとえば「茶匙一杯の半分の神殿香を燃やした後」といったような指示にあわせて香の注文情報を掲載）。

## 大鍵と小鍵
19世紀末から20世紀初頭にかけて、マグレガー・マサースが関与した異なるふたつのソロモン系魔術書が英語圏で出版された。『ソロモンの大いなる鍵』と『ソロモンの小さき鍵』という二冊の魔術書である。
このうち、『ソロモンの大きな鍵』の特徴は書の内容よりも付録的な記載の豊富な護符などの図版である。『ソロモンの小さな鍵』については、こちらのほうが有名である。『ゲーティア』もしくは『レメゲトン』とも呼ばれる。その内容は72の悪魔の解説と使役の仕方が記されている。知名度から『ソロモンの小さな鍵』の方がソロモンの鍵だと認識されることも多いが本来は『ソロモンの大きな鍵』の方を指す。
前者は1889年にマサースによって出版された『ソロモン王の鍵』（The Key of Solomon the King）である。これはマサースが大英博物館（現・大英図書館）所蔵の複数の手稿本を基に再編した英訳版の「ソロモンの鍵」である。初版はほとんど注目されなかったが、その後、マサース対クロウリーの法廷闘争が世間の耳目を騒がせたことも相まって、1909年の新版は多少注目を集めた。その後、シカゴでオカルト本の出版やオカルト用品の通信販売を手がけるL・W・デ・ローレンスによって『ソロモンの大きな鍵』（The Greater Key of Solomon）という題で海賊版が出版された。
後者は1904年にアレイスター・クロウリーによって出版された『ソロモン王のゴエティアの書』（The Book of Goetia of Solomon the King）である。これは「レメゲトン」の第一部「ゴエティア」に、魔術に関する序説、召喚文のエノク語バージョン、アウゴエイデス勧請などを加えたものである。収録された「ゴエティア」はマサースが大英博物館所蔵の「レメゲトン」の英語写本から写したもので、黄金の夜明け団内で貸与されていた。クロウリーはヘブライ語、ラテン語、フランス語、英語の写本を比較対照して構成された英訳としているが、誤りである。これも後にL・W・デ・ローレンスにより『ソロモンの小さな鍵』（The Lesser Key of Solomon）として海賊版が出版された。
以上2点の魔術書、およびその原典である「ソロモンの鍵」と「レメゲトン」（もしくは第一部の「ゴエティア」）は、今日それぞれ『ソロモンの大きな鍵』『ソロモンの小さな鍵』という通称でも呼ばれている。

### ソロモンの大きな鍵
今日『ソロモンの大きな鍵』という名で知られる書物は、マグレガー・マサースによって大英博物館にあった“ソロモンの名を冠する7種類の断章”を基に内容を再構成したグリモワールである。基になったグリモワールも15世紀前後のものとみられており、オリジナルはすでに失われている。よってオリジナルのグリモワールがソロモン本人の著作かどうかも定かではない。
その内容は、魔術用具の作り方や儀式を行うための約束事に始まり、精霊の召喚の仕方までに至る。魔術書としての典型、まさに理想的な内容であると言える。しかし、最も特徴的な内容は豊富な図版と付録の大量なペンタクル（魔術用の護符）である。

### ソロモンの小さな鍵
「ソロモンの小さな鍵」は4種または5種の魔法書を合本したグリモワール「レメゲトン」もしくはその第一部「ゴエティア」の呼称である。20世紀初頭にアレイスター・クロウリーによって公刊されたが、これは「レメゲトン」のうち「ゴエティア」のみ収録している。この『ソロモン王のゴエティアの書』の元になったのは、マグレガー・マサースが大英博物館所蔵のレメゲトンの稿本から作成した私家版で、魔術史家フランシス・X・キングによれば、アラン・ベネットからクロウリーに譲られたものであるという。英訳とされているが、底本に使用された古写本も英語で書かれている。
「レメゲトン」は「悪霊のはたらきによる業」である「ゴエティア」と「善天使のはたらきによる業」である「テウルギア」に関する魔術書を集めたもので、現在、大英図書館に17世紀から18世紀のいくつかの英語の稿本が保管されている。第一部の「ゴエティア」はヨーハン・ヴァイヤーの『悪魔の偽王国』およびレジナルド・スコットによるその英訳との関連性が指摘されている。クロウリーの『ソロモン王のゴエティアの書』の現行版『ゴエティア ソロモン王の小鍵』の編者ハイメニーアス・ベータの序文によれば、ドイツ語圏で「レメゲトン」と呼ばれた選集は、第一部に「ゴエティア」ではなく「ソロモンの鍵」を収録していたという。そのためドイツの学者たちは「ゴエティア」についてほとんど言及していない。第2部「テウルギア・ゴエティアの術」はトリテミウスの『ステガノグラフィア』からの影響が指摘されている。第三部以降のタイトル「パウロの術」「アルマデルの術」「アルス・ノトリア」はいずれも、アグリッパの『学問のむなしさと不確かさについて』の中でテウルギアに属する術名として列挙されている。「アルマデル」と「アルス・ノトリア」はレメゲトンとは別個の古くからのソロモン系魔術書としても存在している。

## 脚註
1. ↑  ラテン語の clavicula は「巻きひげ」「鎖骨」を意味し、フランス語の clavicule も通常は「鎖骨」を指す。しかしこの語は clavis （鍵）に縮小辞を付したものであり、原意に基づいて訳せば「小鍵」である。
2. ↑  儀式魔術やファウスト伝説に関する著書があるドイツ文学研究者E・M・バトラーは、ソロモン王に結び付けられた魔法書群を「ソロモニック・サイクル」と呼び、『ソロモンの鍵』、『レメゲトン』、『真正奥義書』、『大奥義書』、『教皇ホノリウスの魔法書』を含めている。
3. ↑  Stephen Skinner & David Rankine (2008). The Veritable Key of Solomon. Llewellyn. p. 24. ISBN 978-0738714530
4. ↑  「現在の形のソロモンの鍵が14・15世紀よりもずっと古い古代のものであるとする根拠はない。」 アーサー・エドワード・ウェイト Arthur Edward Waite The Book of Black Magic p. 70
5. 1 2   Rohrbacher-Sticker, Jewish Studies quarterly, Volume 1, 1993/94 No. 3, with a follow-up article in the British Library Journal, Volume 21, 1995, p. 128-136.
6. ↑  本書の新しいファクシミリ版 Sepher Maphteah Shelomoh  （ソロモンの鍵の書）は The Teitan Press によって2008年に出版された。 ハーマン・ゴランツによる序説とスティーブン・スキナーによるはしがき付き。